# Il parasole
Il parasole è un dipinto a olio su tela (104×152 cm) del pittore spagnolo Francisco Goya, realizzato nel 1777 e conservato al museo del Prado di Madrid.

## Descrizione
L'opera, oggi particolarmente celebre, fu eseguita dal Goya fra il 3 marzo e il 12 agosto 1777, giorno in cui fu consegnata alla Real Fabrica di Santa Barbara. All'artista, tuttavia, fu destinata una retribuzione piuttosto bassa, segno che l'opera venne sottostimata, probabilmente a causa del ridotto numero di personaggi e dell'assenza di una quinta paesistica attentamente descritta.
In questo cartone sono rappresentati due giovani intenti in un innocente gioco amoroso. La maja (ragazza del popolo) è elegantemente vestita e un cagnolino le si accovaccia sopra, mentre il fidanzato le fa ombra con il parasole. Quello della sombrilla (parasole) si tratta di un tema onnipervasivo della cultura del tempo, a tal punto da essere presente in numerosissimi romanzi e quadri: vani, pertanto, sono stati i vari tentativi dei critici di rintracciare un'eventuale fonte (figurativa o letteraria) dalla quale Goya avrebbe potuto desumere questo dettaglio. Le due figure sono inoltre disposte secondo un impianto piramidale, e lo sfondo alle loro spalle è privo di profondità, a tal punto da sembrare un proscenio paesaggistico.
Il soggetto, di per sé insignificante, viene trattato dall'artista con grande raffinatezza cromatica ma anche visiva. Goya, infatti, applica il colore con grande spontaneità, mostrandosi memore della lezione italiana di Corrado Giaquinto; le campiture, analogamente, sono larghe e squillanti, elemento inconsueto per una pittura di corte. Con la sua luminosità, vivificata dai rossi, gialli e azzurri disciolti, Il parasole è impregnata di una grande joie de vivre, allusione abbastanza esplicita all'illuminato regno di Carlo III di Spagna. Particolare interessante di questo cartone è l'uso del rosso puro: l'impiego di un colore primario direttamente sulla tela, senza alcuna preparazione sulla tavolozza, prelude infatti gli sviluppi futuri della pittura romantica, se non addirittura di quella impressionista.